# Mirsad Baljić
Mirsad Baljić (* 4. März 1962 in Sarajevo, Jugoslawien, heute Bosnien und Herzegowina) ist ein ehemaliger jugoslawischer Fußballspieler.

## Karriere
Baljić begann seine Karriere in der Jugendmannschaft des FK Sarajevo. 1979 ging er zum FK Željezničar Sarajevo, wo er sofort in die erste Mannschaft kam. In der Zeit in Sarajevo war er im Kader der Jugoslawen zur Fußball-Europameisterschaft 1984 in Frankreich. Baljic wurde einmal eingesetzt, Jugoslawien schied in der Gruppenphase aus. Weiters war er im gleichen Jahr im Kader der jugoslawischen U-21, welche bei den Olympischen Spielen in Los Angeles teilnahm. Baljić gewann mit dem Team die Bronzemedaille. 1988 zog es ihn ins Ausland und der Bosnier wechselte in die Schweiz zum FC Sion. Baljić gewann 1992 die Schweizer Meisterschaft und 1991 den Schweizer Cup. In der Zeit in Sion wurde er zur Fußball-Weltmeisterschaft 1990 in Italien einberufen. Er wurde nicht eingesetzt, Jugoslawien kam bis ins Viertelfinale. 1992 wechselte er zum FC Zürich, wo er noch zwei Jahre seiner Karriere verbrachte. Baljić beendete seine Karriere 1994 beim  FC Locarno.

## Erfolge
- einmal Schweizer Meister 1992
- einmal Schweizer Pokalsieger 1991
- Bronzemedaille bei den Olympischen Spielen 1984